# Renyi (köping i Kina, Guangxi)
Renyi (kinesiska: 仁义镇, 仁义) är en köping i Kina. Den ligger i den autonoma regionen Guangxi, i den södra delen av landet, omkring 370 kilometer öster om regionhuvudstaden Nanning. Antalet invånare är 50409. Befolkningen består av 25 109 kvinnor och 25 300 män. Barn under 15 år utgör 26,0 %, vuxna 15-64 år 65 %, och äldre över 65 år 8,0 %.
Genomsnittlig årsnederbörd är 2 157 millimeter. Den regnigaste månaden är maj, med i genomsnitt 326 mm nederbörd, och den torraste är februari, med 42 mm nederbörd.